# Indio da Costa

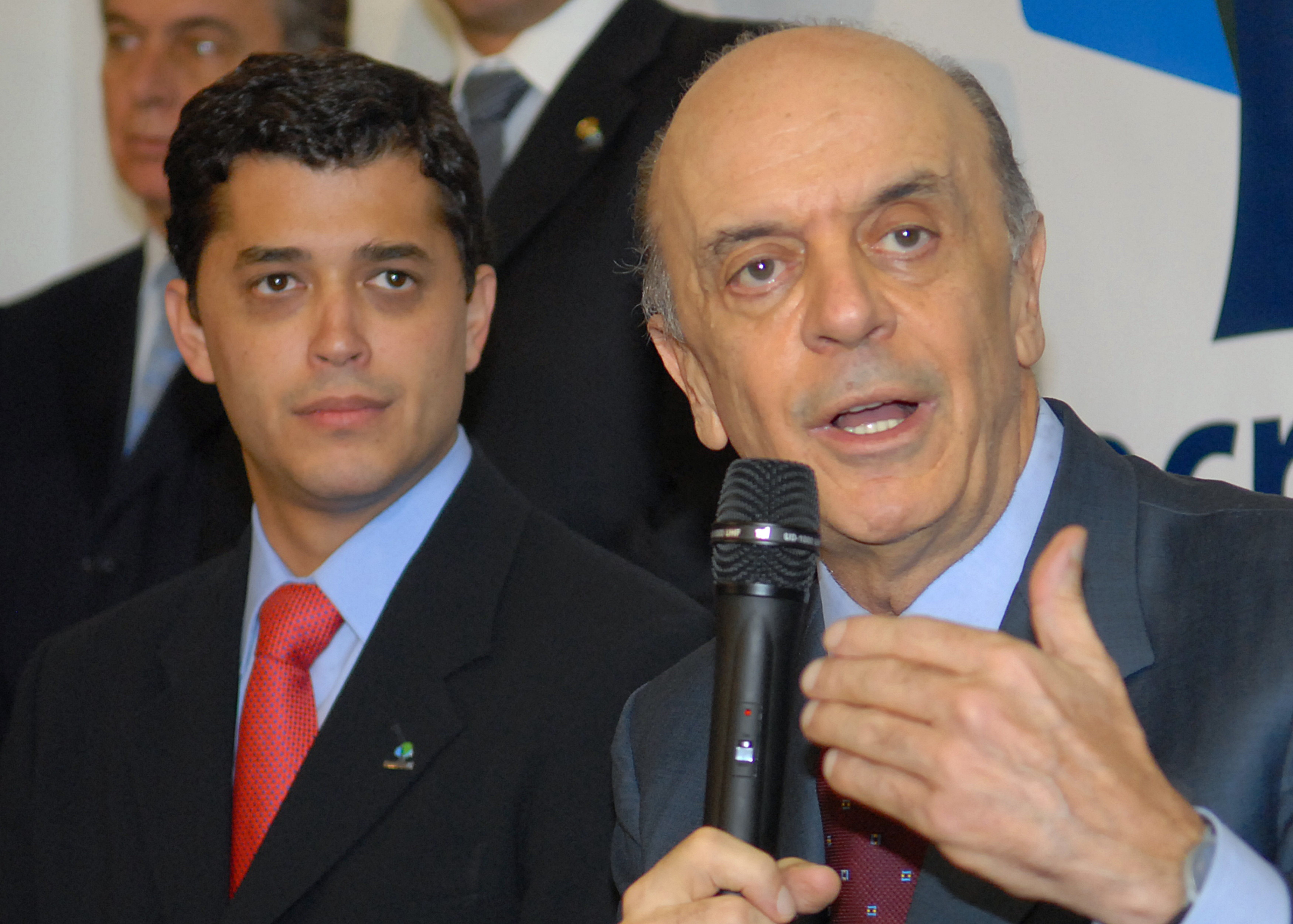
Der Präsidentschaftskandidat des PSDB, José Serra (rechts im Bilde), gibt Indio da Costa von den freiheitlichen Demokraten als seinen Kandidaten für das Amt des Vizepräsidenten bekannt.

Antônio Pedro de Siqueira Indio da Costa (* 20. Oktober 1970 in Rio de Janeiro) ist ein brasilianischer Anwalt und Politiker (PSD). Bei der brasilianischen Präsidentschaftswahl 2010 war er, noch für die Democratas, Kandidat für das Amt des Vizepräsidenten an der Seite des unterlegenen José Serra.

## Leben
Indio da Costa studierte Rechtswissenschaft an der Universität Candido Mendes und der Universidade Federal do Rio de Janeiro.
Er ist geschieden und Vater einer Tochter. Sein Neffe Luís Octavio Indio da Costa ist Vorsitzender des Banco Cruzeiro do Sul.

## Politische Laufbahn
Indio da Costa stieg im Jahre 1996 als Mitglied des freiheitlichen PFL in die brasilianische Politik ein. Nach einem Wechsel zum PTB von 1999 bis 2001 engagierte er sich wieder im PFL, die sich 2007 in die „Demokraten“ (Democratas) umbenannte. Er wurde von 1997 bis 2007 dreimal zum Stadtverordneten (vereador) der Stadtkammer von Rio de Janeiro gewählt.
2006 wurde er für den Bundesstaat Rio de Janeiro ins brasilianische Abgeordnetenhaus gewählt (Amtsantritt 2007). Der vorläufige Höhepunkt seiner politischen Karriere war die Nominierung zum Vizepräsidentschaftskandidaten bei der Präsidentenwahl 2010. Allerdings unterlagen er und José Serra im zweiten Wahlgang der vom amtierenden Präsidenten Lula da Silva unterstützten linken Kandidatin Dilma Rousseff.
Ende Januar 2011 schied Indio da Costa aus dem Abgeordnetenhaus aus, da er bei der Wahl 2010, die gleichzeitig mit der Präsidentschaftswahl stattfand, nicht erneut kandidiert hatte. Im Laufe des Jahres 2011 trat er von der Democratas zum neu gegründeten Partido Social Democrático (PSD) über.